# Premii din România
România oferă premii și distincții în diverse domenii culturale și științifice.

## Film

### Premiile Gopo
Premiile Gopo sunt premii cinematografice românești oferite anual de Asociația pentru Promovarea Filmului Românesc, recompensând cele mai importante realizări cinematografice naționale din cursul anului precedent. Prima ediție a avut loc la București, în data de 26 martie 2007. Numele festivalului a fost ales atunci în onoarea cineastului român Ion Popescu-Gopo, cu ocazia aniversării a 50 de ani de la câștigarea prestigiosului Palme d’Or pentru „Cel mai bun scurt metraj de animație” de către acesta. Trofeul este creația sculptorului Adrian Ilfoveanu, după modelul omulețului lui Gopo, creația proprie a artistului plastic ce i-a adus faima. 

## Televiziune & Media

### Premiile TV Mania
Gala organizată de revista TV Mania care alege preferații de la televizor ai cititorilor TVmania.
Premiile UZPR

## Muzică

### Romanian Music Awards
Gala e organizată de Music Channel și ultimii doi ani 2009 și 2010 s-au organizat la Craiova.

## Categorii dedicate românilor în cadrul unor premii internaționale

### Cel mai iubit star din România, Nickelodeon Kids' Choice Awards
Kids' Choice Awards este o ceremonie televizată americană al postului pentru copii Nickelodeon care premiază anual cele mai importante persoane și lucrări din televiziune, film, muzică și sport, prin prisma viitorilor adulți. Odată cu deschiderea mai multor filiale ale rețelei TV pe tot globul, s-au dedicat secțiuni sau chiar întregi ceremonii produse local pentru alte țări, evenimentul extinzându-se la nivel internațional încă din 2010. Cu toate acestea, abia în 2020 România a primit și ea un premiu dedicat, Cel mai iubit star din România (en: „Favorite Star (Romania)”). Premiul inaugural a fost oferit cântăreței Andra, devenind primul român care câștigă orice premiu KCA, după ce actorul româno-american Sebastian Stan a primit anterior doar o nominalizare la categoria comună „#SQUAD” datorită participării sale în filmul Căpitanul America: Război civil. Andra a câștigat în acel an în fața altor trei acte muzicale românești: Gașca Zurli, Alina Eremia și Irina Rimes. Cea din urmă și-a luat revanșa ediția următoare, câștigând în detrimentul altor patru vedete: Smiley, Emil Rengle, Selly și Mimi.